# Newton-Navarro-Brücke
Die Newton-Navarro-Brücke (auch: Ponte de Todos – Newton Navarro) verbindet den nördlichen Teil der brasilianischen Stadt Natal mit dem Stadtzentrum. Die Brücke gehört zu den längsten Schrägseilbrücken des Landes und trägt den Namen des Künstlers Newton Navarro (1928–1992). Sie überquert den Rio Potengi, der nordöstlich der Brücke in den Atlantischen Ozean mündet. Die Straße stellt die Verbindung zum Flughafen Natal-São Gonçalo do Amarante sicher.

## Geschichte

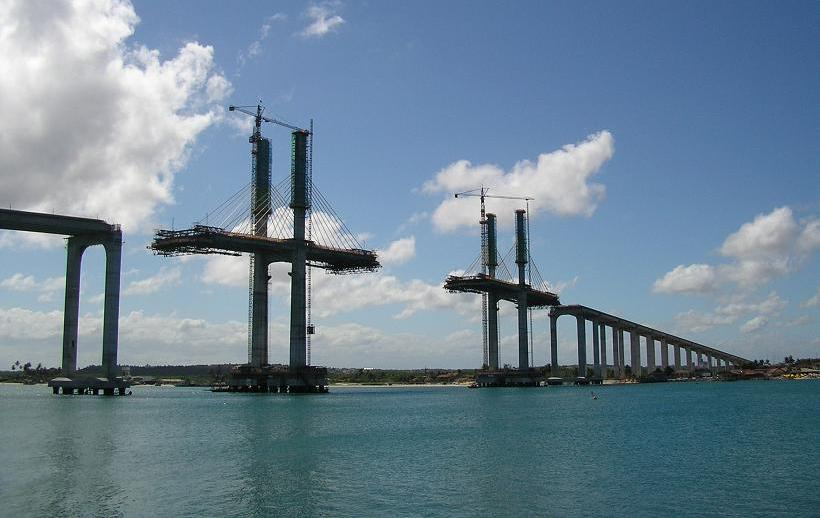
Bauarbeiten im Januar 2007

Bislang waren die nördlichen Stadtteile nicht direkt an das Stadtgebiet angebunden, sondern nur über die benachbarte Stadt São Gonçalo do Amarante, die über eine Betonbalkenbrücke mit Natal verbunden ist.
Bereits 1992 verfolgte die Verwaltung unter dem Bürgermeister Aldo Tinoco ein Brücken-Projekt. Voraussetzung war eine große Durchfahrtshöhe, da sich der Hafen von Natal am Potengi befindet und so zahlreiche Schiffe die Flussmündung passieren. Ein Vorhaben dieser Größenordnung erschien vielen Bauherren jedoch im Hinblick auf die Finanzierung als unmöglich. Erst 2003 übernahm die Regierung die Verantwortung für die Projektvorbereitung und eröffnete 2004 eine Ausschreibung. 
Die Bauarbeiten begannen offiziell am 24. Oktober 2004 und verzögerten sich im Folgejahr aufgrund verschiedener Skandale und Grundstücksstreitigkeiten, sodass auch der Eröffnungstermin immer wieder verschoben werden musste. Die Eröffnungsfeier dauerte vom 16. bis zum 21. November 2007; am letzten Tag der Feierlichkeiten wurde die Brücke ihrer Bestimmung übergeben.

## Beschreibung
Die 170.000 Tonnen schwere Schrägseilbrücke im Fächersystem misst in ihrer Gesamtlänge rund 1,7 Kilometer. Ihre vier Hauptpylone messen 103,45 Meter Höhe. Insgesamt wurden 62.930 Kubikmeter Beton, davon sind 70 % bewehrt. Die Gesamtmasse des verwendeten Stahl beträgt 8.621.526 Kilogramm. 
Pro Tag verkehren auf der Brücke über 25.000 Fahrzeuge. Das Steigungsmaximum der Rampen beträgt 5,80 %.